# Karl Linnas
Karl Linnas (Tartu, 6 agosto 1919 – Leningrado, 2 luglio 1987) è stato un militare estone condannato a morte durante i processi sull'Olocausto nell'Estonia sovietica nel 1961-1962. Successivamente fu deportato dagli Stati Uniti in Unione Sovietica nel 1987.
Linnas fu processato in contumacia e condannato a morte da un tribunale sovietico nel 1962 con l'accusa di essere stato il comandante di un campo di concentramento nazista a Tartu durante l'occupazione tedesca, tra il 1941 e il 1943, e di aver sparato personalmente a dei civili innocenti. Dopo che l'esercito sovietico costrinse i tedeschi a lasciare l'Estonia, Linnas combatté con l'esercito tedesco e fu ferito nel 1944. Rimase nei campi profughi in Germania fino all'emigrazione negli Stati Uniti nel 1951.

## Biografia
Si laureò all'Hugo-Treffner-Gymnasium di Tartu nel 1937 dove iniziò a studiare matematica all'università, corso che non terminò.
All'inizio di settembre 1941 assunse la carica di comandante nel campo di concentramento di Tartu sostituendo Roland Lepik, trasferito a Tallinn, mantenne questa carica fino al gennaio 1942. A quel tempo, l'Estonia faceva parte del Reichskommissariat Ostland. Secondo lo storico e produttore cinematografico estone Riho Västrik, sotto la direzione di Linnas nel campo di concentramento di Tartu furono uccise circa 4.000 persone, la metà delle quali furono ebrei. Quando l'Armata Rossa iniziò ad avanzare in Estonia nel gennaio 1944, Linnas combatté in un battaglione della Polizia Ausiliaria Estone e fu ferito. Fuggì verso ovest con i suoi genitori e la sorella. Dopo la fine della guerra, trascorse alcuni anni nei campi profughi in Germania fino al 1951, quando emigrò negli Stati Uniti con l'aiuto del Displaced Persons Act. Nel 1960 ottenne la cittadinanza statunitense.

### Estradizione dagli Stati Uniti
Linnas lavorò come geometra, residente a New York fino al 1979, quando i funzionari dell'immigrazione degli Stati Uniti lo accusarono di aver rilasciato false dichiarazioni per ottenere l'ingresso negli Stati Uniti.
L'Office of Special Investigations del Dipartimento di Giustizia degli Stati Uniti perseguì Linnas. Nel 1981, il tribunale distrettuale federale di Westbury, privò Linnas della cittadinanza americana per aver mentito ai funzionari dell'immigrazione sul suo passato nazista. I crimini di Linnas, affermò il giudice, "erano tali da offendere la decenza di qualsiasi società civile". La decisione della corte d'appello federale del 1986 confermò l'espulsione, stabilendo che le prove contro l'imputato erano "schiaccianti e in gran parte non controverse".
Il 20 aprile 1987, la Corte Suprema rifiutò di ascoltare l'appello finale e Linnas fu riportato in Unione Sovietica. Morì quasi tre mesi dopo, il 2 luglio 1987, in un ospedale della prigione di Leningrado. Linnas divenne il secondo americano precedentemente naturalizzato ad essere deportato in Unione Sovietica, dopo Feodor Fedorenko, la cui esecuzione ebbe luogo nel 1987, nello stesso anno della deportazione di Linnas. Poco dopo la morte di Linnas, si scoprì che il governo sovietico aveva commutato la sua condanna a morte in ergastolo a causa delle sue cattive condizioni di salute, infatti fu riferito che soffrisse di "malattie cardiache, problemi circolatori, emorragie interne e cirrosi epatica".